# Seigokan
La Seigokan (正剛館) è un'organizzazione di Karate Gōjū-ryū fondata nel 1945 da Seigo Tada (1922-1997) Hanshi (8º Dan). Con il suo Hombu Dojo (sede centrale) a Himeji, in Giappone, la Seigokan All Japan Karate-do Association (SAJKA) — è l'unico nome — con ramificazioni in: Australia, Brasile, Canada, Cina (inclusi Hong Kong e Macau), India, Italia, Filippine, Portogallo, Sri Lanka, Nepal, Stati Uniti, Inghilterra, Cile, Colombia, Argentina, Messico e Venezuela.
Il maestro Seigo Tada fu un pupillo di Chōjun Miyagi e capo del club di Karate alla Università di Ritsumeikan. Negli anni 1960, la Seigokan fu considerata la maggiore e importante associazione di Goju-Ryu (Kai-Ha) del Giappone, con più di 200.000 membri.
Il Sensei Tatsuto Sadanobu, maestro giapponese di Nihon Seigokan, è stato colui che ha introdotto lo stile in Italia nel 1974.
Il rappresentante ufficiale attuale in Italia è il Shihan Francesco Cuzzocrea, con sedi e Dojo a Reggio Calabria.